# James Pratt y John Smith

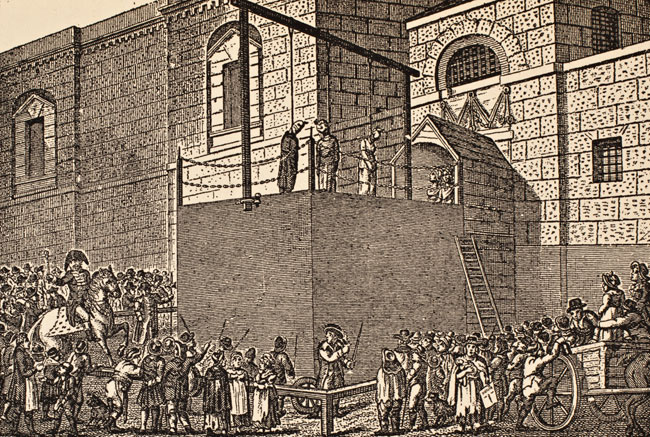
Ejecución en la cárcel de Newgate, a principios del

James Pratt (1805–1835), también conocido como John Pratt, y John Smith (1795-1835) fueron dos londinenses que el 27 de noviembre de 1835 fueron las últimas personas en ser ejecutadas por sodomía en Inglaterra. Pratt y Smith habían sido arrestados en agosto de ese año, tras haber sido observados teniendo sexo en la habitación de otro hombre, William Bonill.

## Arresto
William Bonill, de 68 años, había vivido durante 13 meses en una habitación alquilada en una casa cerca de la calle Blackfriars, en Southwark (Londres). El casero más tarde declararía que Bonill a menudo tenía visitas masculinas, que generalmente venían en parejas, y que sus sospechas comenzaron la tarde del 29 de agosto de 1835 cuando Pratt y Smith fueron a visitar a Bonill. El casero subió hasta un punto alto en el exterior, en el altillo de un establo cercano, desde donde podía ver a través de la ventana de la habitación de Bonill, antes de bajar de nuevo para mirar por el agujero de la cerradura. A través de la cerradura, tanto el casero como su esposa pudieron ver a Pratt y Smith en el acto sexual, de forma que el casero abrió la puerta con violencia para enfrentarse a ellos. Bonill estaba ausente, pero volvió unos minutos más tarde con una jarra de cerveza. El casero fue a buscar a un policía y los tres hombres, Pratt, Smith y Bonill, fueron arrestados.

## Juicio y ejecución
Pratt, Smith y Bonill fueron juzgados el 26 de septiembre de 1835 en el Tribunal Penal Central, ante el Barón Gurney, un juez que tenía reputación de ser independiente y agudo, pero también duro. Pratt y Smith fueron condenados según la sección 15 de la Ley de ofensas contra las personas de 1828 (Offences against the Person Act 1828), que había reemplazado la Ley de sodomía de 1533, a la pena de muerte. William Bonill fue condenado por cómplice y sentenciado a 14 años de destierro. James Pratt era un palafrenero que vivía con su esposa y sus hijos en Deptford (Londres). Una serie de personas testificaron sobre su buen carácter. John Smith era de Southwark Christchurch y fue descrito en el proceso judicial y los periódicos como un peón soltero, aunque otras fuentes afirman que estaba casado y trabajaba como sirviente. En el juicio, no hubo testigos que avalaran la personalidad de Smith.
El magistrado Hensleigh Wedgwood, que había procesado a los tres acusados, posteriormente escribió al Secretario de Estado para Asuntos Internos, Lord John Russell, defendiendo la conmutación de la pena de muerte, afirmando:

It is the only crime where there is no injury done to any individual and in consequence it requires a very small expense to commit it in so private a manner and to take such precautions as shall render conviction impossible. It is also the only capital crime that is committed by rich men but owing to the circumstances I have mentioned they are never convicted.
Este es el único crimen en el que no se daña a ningún individuo y en consecuencia requiere muy poco esfuerzo para cometerlo de forma tan privada y para tomar tales precauciones, que convierten la condena en imposible. Es también el único delito capital que es cometido por hombres ricos, pero por las circunstancias que he mencionado, nunca son condenados.

Razonaba que la ley era injusta porque los hombres ricos que deseaban tener sexo, podían permitirse espacios privados en los que era poco probable que los pillaran. Pratt y Smith solo habían sido condenados porque no podían permitirse más que el uso de una habitación en una casa de huéspedes, en la que habían sido espiados con facilidad.
El 5 de noviembre de 1835, Charles Dickens y el editor de periódico John Black visitaron la prisión de Newgate; Dickens escribió sobre el asunto en Sketches by Boz y describió su encuentro con Pratt y Smith mientras se encontraban presos allí:

The other two men were at the upper end of the room. One of them, who was imperfectly seen in the dim light, had his back towards us, and was stooping over the fire, with his right arm on the mantel-piece, and his head sunk upon it. The other was leaning on the sill of the farthest window. The light fell full upon him, and communicated to his pale, haggard face, and disordered hair, an appearance which, at that distance, was ghastly. His cheek rested upon his hand; and, with his face a little raised, and his eyes wildly staring before him, he seemed to be unconsciously intent on counting the chinks in the opposite wall.
Los otros dos hombres estaban en el extremo superior de la habitación. Uno de ellos estaba semioculto en la tenue luz, tenía su espalda hacia nosotros y estaba encorvado sobre el fuego, con su brazo derecho en la repisa y su cabeza hundida sobre él. El otro estaba apoyado en el alféizar de la ventana más lejana. La luz lo iluminaba de lleno y comunicaba su cara pálida y demacrada, su pelo desordenado, una apariencia que, a esa distancia, era espantosa. Su mejilla estaba apoyada sobre su mano; y, con su cara algo elevada y sus ojos salvajemente fijos hacia el frente, parecía estar, de forma inconsciente, contando las grietas en la pared de enfrente.
«A Visit to Newgate»

El carcelero que acompañaba a Dickens, en confidencia, predijo que ambos serían ejecutados y su predicción fue correcta. Diecisiete personas fueron sentenciadas a muerte en los juicios realizados en septiembre y octubre de 1835 en el Tribunal Penal Central por crímenes que incluían hurto, robo e intento de asesinato. El 21 de noviembre, todos vieron conmutadas sus penas por prerrogativa real, con excepción de Pratt y Smith. Esto, a pesar de una apelación de indulgencia presentada por las esposas de ambos que fue atendida en el Consejo Privado.
Pratt y Smith fueron ahorcados delante de la prisión de Newgate la mañana del 27 de noviembre de 1835, ante una multitud que era mayor de lo habitual. El tamaño de la multitud posiblemente fuera porque era la primera ejecución realizada en Newgate en casi dos años. El acontecimiento tuvo la suficiente importancia para que se imprimiera y vendiese una octavilla. La octavilla describía el juicio y la ejecución, e incluía el texto de una carta final supuestamente escrita por John Smith a un amigo.
William Bonill fue uno de los 290 prisioneros transportados a Australia en el barco Asia, que partió de Inglaterra el 5 de noviembre de 1835, llegando a la Tierra de Van Diemen (actualmente Tasmania) el 5 de julio de 1836. Bonill falleció en el hospital de New Norfolk en la Tierra de Van Diemen el 29 de abril de 1841.